# أمير وزيري
أمير وزيري (بالفارسية: امیر وزیری) ، من مواليد 5 فبراير 1979 في إيران ، لاعب كرة قدم إيراني.
كان يلعب مع نادي سايبا، ثم انتقل في عام 2008 إلى نادي استقلال أهواز.

## روابط خارجية
- أمير وزيري على موقع قاعدة بيانات كرة القدم.إي يو (الإنجليزية)
- أمير وزيري على موقع ناشيونال فوتبول تيمز (الإنجليزية)
- أمير وزيري على موقع كووورة